# Wałach (nazwisko)
Wałach (forma żeńska: Wałach, Wałachowa, Wałachówna; liczba mnoga: Wałachowie, Wałasi) – polskie nazwisko. Według różnych danych nazwisko to nosi od 1661 do 1956 obywateli Polski. Większość osób o nazwisku Wałach zamieszkuje obszary południowego Śląska, w szczególności powiaty rybnicki, raciborski i cieszyński oraz miasto Rybnik i miasto Kraków. Nazwisko to po raz pierwszy odnotowano w 1385 roku. 

## Etymologia i znaczenie nazwiska
Nazwisko należy do grupy nazwisk odetnicznych, wywodzi się z etnonimów Wołoch i Vlah oraz śląskiej grupy etnograficznej Wałasów, nazywanych również wprost Wałachami. Współcześnie Wałach w odniesieniu do osób oznacza tyle samo co Ślązak pochodzący ze Śląska Cieszyńskiego. Dawniej jednak Vlah czy Wlach oznaczało osoby pochodzenia centroromańskiego posługującego się językiem italsko-dalmatyńskim – Italczyka a więc Włocha, bądź wschodnioromańskiego Wołoszyna osobę "z Wołoszczyzny (Valahii) rodowitą" a więc Wołocha.
Przez prowadzenie gospodarki pasterskiej na sposób wałaski, słowo "Wałach" na obszarze Beskidu Śląskiego i Pogórza Śląskiego zyskało również znaczenie pasterza wysokogórskiego, a później konkretnego zawodu bacy lub pomocnika bacy, juhasa.
Wariantami obocznymi nazwiska są: Walach, Wallach, Wałoch, Wołoch, Walas, Wałas, Wałaski.

## Szlachectwo i herb
Nazwisko Wałach zostało wymienione między innymi w „Herbarzu polskim” Adama Bonieckiego, osoby pochodzenia szlacheckiego o nazwisku Wałach nosiły herb Trzaska.

## Osoby noszące to nazwisko
- Tadeusz Wilecki vel Tadeusz Wałach – generał  i polityk.
- Jan Wałach – artysta (malarz, grafik, rzeźbiarz, snycerz)
- Jan Wałach - działacz państwowy i społeczny, prawnik.
- Stanisław Wałach – polski pułkownik, oficer służb specjalnych PRL.
- Miłosz Wałach – polski piłkarz ręczny, bramkarz.
- Andrzej Wałach – robotnik, rolnik, pomolog, działacz społeczny.
- Władysław Wałach – polski działacz partyjny i państwowy.